# Týniště nad Orlicí
Týniště nad Orlicí är en stad i Tjeckien. Den ligger i den centrala delen av landet, 120 km öster om huvudstaden Prag. Týniště nad Orlicí ligger 254 meter över havet och antalet invånare är 6 342.
Terrängen runt Týniště nad Orlicí är platt. Runt Týniště nad Orlicí är det ganska tätbefolkat, med 90 invånare per kvadratkilometer. Närmaste större samhälle är Hradec Králové, 18,6 km väster om Týniště nad Orlicí. I omgivningarna runt Týniště nad Orlicí växer i huvudsak blandskog.